# Anchietas Breitgesicht-Flughund

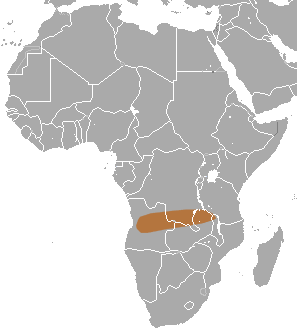
Verbreitungsgebiet (hellbraun) des Anchietas Breitgesicht-Flughundes (Plerotes anchietae).

Anchietas Breitgesicht-Flughund (Plerotes anchietae) ist ein seltener Flughund, der in Zentralafrika vorkommt. Bis zu Beginn der 2000er Jahre waren nur elf Exemplare bekannt. Die Art unterscheidet sich in ihrer Morphologie deutlich von den Epaulettenflughunden (Epomophorini) und wird deshalb in eine eigene Gattung und Tribus gestellt. Das Epitheton im Artnamen ehrt den portugiesischen Naturforscher José Alberto de Oliveira Anchieta.

## Merkmale
Die Art erreicht eine Kopf-Rumpf-Länge von 87 bis 96 mm, eine Unterarmlänge von 48 bis 53 mm sowie ein Gewicht von etwa 20 g. Für ein Weibchen wurde eine Flügelspannweite von 343 mm ermittelt. Der rudimentäre Schwanzansatz ist äußerlich nicht sichtbar.
Zu den Merkmalen des Kopfes zählen eine breite Schnauze, kleine Augen und braune Ohren mit einem kleinen weißen Fleck dahinter. Kennzeichnend sind schmale rotbraune Ringe um die Augen, schmale rotbraune Streifen von den Augenringen zu den Nasenlöchern sowie ein Bart aus steifen gelbweißen Haaren über der Oberlippe und am Kinn. Bei verschiedenen Individuen wurden Backentaschen registriert, die zum Nahrungstransport oder zur Erzeugung von Tönen dienen könnten.
Diesem Flughund fehlen die sonst für die Gattungsgruppe typischen Haarbüschel (Epauletten) auf der Schulter. Diese sind durch weiße Flecken ersetzt. Allgemein hat das lange Fell eine graubraune Farbe, wobei die Unterseite deutlich heller ist. Die braune Flughaut ist durch eine auffällig schmale Schwanzflughaut (Uropatagium) gekennzeichnet. Da ein Calcar fehlt, ist diese an den zweiten Zehen der Hinterfüße befestigt.
Ungeklärt ist die Frage nach der Nahrung dieses Flughundes. Die kleinen Zähne lassen vermuten, dass sich Plerotes anchietae von Blüten, Pollen und Nektar ernährt. Die Zunge ist jedoch recht kurz, sie besitzt aber Papillen an der Spitze. Möglicherweise gehören Früchte zu den Nahrungsquellen der Art. Beim Gebiss fehlten gelegentlich die zweiten oberen Schneidezähne. Die Prämolaren sind schmal und die Molaren sind einfach aufgebaut, ohne Höcker. Der dritte molare Zahn ist nur ein kleiner Stumpf oder fehlt ganz.

## Verbreitung und Lebensraum
Anchietas Breitgesicht-Flughund wurde in Angola, in der Demokratischen Republik Kongo, in Malawi und in Sambia gefunden. Die Art tritt vorwiegend in waldbedeckten Gebirgen zwischen 1000 und 2000 Meter Meereshöhe auf. Als Ruheplatz dient vermutlich das dichte Blattwerk.

## Status
Forstwirtschaft, Brandrodungen und Abholzung der Wälder zur Gewinnung von Ackerland stellen eine potenzielle Bedrohung dar. Da über die Art nur wenig bekannt ist, wird sie von der Weltnaturschutzunion (IUCN) mit „keine ausreichende Daten“ (Data Deficient) gelistet.